# Колове розфарбовування

Хроматичне число снарка «Квітка» J_{5} дорівнює 3, але колове хроматичне число.

Колове розфарбовування можна розглядати, як уточнення звичайного розфарбовування графів. Колове хроматичне число графа {\displaystyle G} з позначенням {\displaystyle \chi _{c}(G)} можна визначити такими еквівалентними (для скінченних графів) способами:
1. {\displaystyle \chi _{c}(G)} дорівнює інфімуму за всіма дійсними числами {\displaystyle r} такими, що існує відображення з {\displaystyle V(G)} в коло з довжиною 1, при цьому дві суміжні вершини відображаються в точки на відстані {\displaystyle \geqslant {\tfrac {1}{r}}} уздовж кола.
2. {\displaystyle \chi _{c}(G)} дорівнює інфімуму для всіх раціональних чисел {\displaystyle {\tfrac {n}{k}}} таких, що існує відображення з {\displaystyle V(G)} в циклічну групу {\displaystyle {\mathbb {Z} }/n{\mathbb {Z} }} з властивістю, що суміжні вершини відображаються в елементи на відстані {\displaystyle \geqslant k} один від одного.
3. В орієнтованому графі визначимо дисбаланс циклу {\displaystyle C} як значення {\displaystyle |E(C)|}, поділене на менше з числа ребер, якщо рухатися за годинниковою стрілкою та числа ребер, якщо рухатися проти годинникової стрілки. Визначимо дисбаланс орієнтованого графа як найбільший дисбаланс за всіма циклами. Тепер, {\displaystyle \chi _{c}(G)} дорівнює найменшому дисбалансу за всіма орієнтаціями графа {\displaystyle G}.

Відносно неважко бачити, що {\displaystyle \chi _{c}(G)\leqslant \chi (G)} (використовуючи визначення 1 або 2), але фактично {\displaystyle \lceil \chi _{c}(G)\rceil =\chi (G)}. У цьому сенсі ми говоримо, що колове хроматичне число уточнює звичайне хроматичне число.
Колове розфарбування спочатку визначив Вінс, який назвав його «зірковим розфарбуванням».
Колове розфарбування двоїсте суб'єкту ніде не нульового потоку і більш того, колове розфарбування має природне двоїсте поняття «коловий потік».

## Колові повні графи
Для цілих {\displaystyle n,k} таких, що {\displaystyle n\geqslant 2k}, коловий повний граф {\displaystyle K_{\tfrac {n}{k}}} (відомий також як колова кліка) — це граф із множиною вершин {\displaystyle {\mathbb {Z} }/n{\mathbb {Z} }} і ребрами між елементами на відстані {\displaystyle \geqslant k} один від одного. Тобто, вершинами є числа {\displaystyle {0,1,...,n-1}} і вершина {\displaystyle i} суміжна з:
{\displaystyle i+k,i+k+1,\dots ,i+n-k\mod n}.
Наприклад, {\displaystyle K_{\tfrac {n}{1}}} є просто повним графом Kn, тоді як граф {\displaystyle K_{\tfrac {2n+1}{n}}} ізоморфний циклічному графу {\displaystyle C_{2n+1}}.
У такому разі колове розфарбування, згідно з другим визначенням вище, є гомоморфізмом у коловий повний граф. Важливим твердженням щодо цих графів є те, що {\displaystyle K_{\tfrac {a}{b}}} допускає гомоморфізм у {\displaystyle K_{\tfrac {c}{d}}} тоді й лише тоді, коли {\displaystyle {\tfrac {a}{b}}\leqslant {\tfrac {c}{d}}}. Це пояснює використані позначення, оскільки, якщо раціональні числа {\displaystyle {\tfrac {a}{b}}} і {\displaystyle {\tfrac {c}{d}}} рівні, то {\displaystyle K_{\tfrac {a}{b}}} і {\displaystyle K_{\tfrac {c}{d}}} гомоморфно еквівалентні. Більш того, порядок гомоморфізму уточнює порядок, що задається повними графами в щільний порядок і відповідає раціональним числам {\displaystyle \geqslant 2}. Наприклад,
{\displaystyle K_{\tfrac {2}{1}}\to K_{\tfrac {5}{2}}\to K_{\tfrac {7}{3}}\to \dots \to K_{\tfrac {3}{1}}\to K_{\tfrac {4}{1}}\to \dots }
Або, еквівалентно,
{\displaystyle K_{2}\to C_{5}\to C_{7}\to \dots \to K_{3}\to K_{4}\to \dots }
Приклад на малюнку можна інтерпретувати, як гомоморфізм зі снарка «Квітка» {\displaystyle J_{5}} в {\displaystyle K_{\tfrac {5}{2}}\approx C_{5}}, який іде раніше від {\displaystyle K_{3}}, що відповідає факту, що {\displaystyle \chi _{c}(J_{5})\leqslant 2,5<3}.